# Велики мишић приводилац
Велики мишић приводилац је троугласти мишић и један је од мишић натколенице. Састоји се из два дела. Део који настаје од ишиопубичне гране (мали део доње  гране пубиса и доње гране ишијума) назива се пубофеморални део, део за примициање или мали примицач, а део који произлази из туберозности исхиум назива се исхиокондиларни део, екстензорни део или "део тетиве колена".
Због свог заједничког ембрионалног порекла, инервације и деловања, исхиокондиларни део (или део тетиве колена) се често сматра делом групе мишића колена. Исхиокондиларни део великог мишића приводилаца сматра се мишићем задњег дела бутине, док се пубофеморални део великог мишића приводилаца сматра мишићем унутрашњег одељка.
Инервисан је од запорног живца и великог седалног живца.

## Галерија
- Muscles of the iliac and anterior femoral regions.
- Cross-section through the middle of the thigh.
- Deep muscles of the medial femoral region.
- The arteries of the gluteal and posterior femoral regions.
- Adductor magnus muscle
- Adductor magnus muscle
- Muscles of thigh. Anterior views.
- Muscles of thigh. Anterior views.